# Sycophaga callani
Sycophaga callani är en stekelart som beskrevs av Grandi 1955. Sycophaga callani ingår i släktet Sycophaga och familjen fikonsteklar.
Artens utbredningsområde är Zimbabwe. Inga underarter finns listade i Catalogue of Life.